# Miguel Ángel López (Fußballspieler)
Miguel Ángel López Elhall (* 1. März 1942 in Ticino, Provinz Córdoba, Argentinien; † 7. Juli 2025 in Barranquilla, Kolumbien), auch bekannt unter dem Spitznamen el Zurdo, war ein argentinischer Fußballtrainer und -spieler.

## Biografie

### Spieler
Zurdo López begann seine Profikarriere beim Club Estudiantes de La Plata, wechselte bald zum CA Ferro Carril Oeste und danach zum argentinischen Rekordmeister River Plate, mit dem er zwischen 1968 und 1970 dreimal in Serie Vizemeister wurde. Im Sommer 1970 wechselte López zum CA Independiente, mit dem er die größten Erfolge seiner aktiven Spielerkarriere feierte. Mit diesem Verein gewann er 1971 die argentinische Meisterschaft, von 1972 bis 1975 viermal in Folge die Copa Libertadores und 1973 schließlich noch den Weltpokal. Nach fünf Jahren bei Independiente wechselte López zum kolumbianischen Club Atlético Nacional de Medellín, mit dem er 1976 auf Anhieb die Meisterschaft gewann.

### Trainer
Bei Atlético Nacional begann Zurdo López auch seine Tätigkeit als Trainer, wo er in der Saison 1977/78 für den Nachwuchsbereich zuständig war. In der folgenden Saison trainierte er zum ersten Mal die Mannschaft von Junior de Barranquilla, bevor er 1979 das Angebot der Argentinos Juniors erhielt, deren erste Mannschaft zu trainieren, zu der ein junges Talent namens Diego Maradona gehörte. Zusammen wurden sie 1980 argentinischer Vizemeister. Nach weiteren Stationen bei Independiente, Nacional de Medellin und den Boca Juniors kam er 1984 nach Mexiko, wo er im Jahr 1985 seine ersten beiden wichtigen Titel als Trainer gewann. Mit dem Club América wurde er zweimal hintereinander Meister der Primera División.
Unmittelbar nach diesen Triumphen kehrte er nach Südamerika zurück, um zum jeweils zweiten Mal den CA Ferro Carril Oeste (1987/88) und anschließend den Club Junior de Barranquilla zu trainieren. Ein Angebot von Chivas Guadalajara lockte ihn 1990 erneut nach Mexiko, wo er zunächst diesen Verein trainierte und anschließend zu seinem ehemaligen Verein América zurückkehrte, mit dem er 1992 seinen dritten Titel als Trainer gewann: den CONCACAF Champions’ Cup.
Seither trainierte er noch diverse mexikanische Vereine; am häufigsten den Club Santos Laguna, bei dem er zwischen 1994 und 1998 in drei Etappen tätig war. Außerdem war er je einmal für den Club León (1996), Atlético Celaya (2001), den Puebla FC (2002) und den Club San Luis (2009) im Einsatz.
Ferner war López noch in Argentinien beim CA Independiente (1994/95) und Arsenal de Sarandí (2006), in Saudi-Arabien beim Club Al-Ahli (2000/01) sowie in der spanischen Tercera División beim CD Badajoz (2002/03) unter Vertrag.
Am häufigsten aber wirkte López in Diensten des kolumbianischen Vereins Junior de Barranquilla, für den er in sechs Etappen (1978, 1988, 1992, 1998–1999, 2004–2005 und letztmals 2007) tätig war. Mit diesem Verein gewann er Ende 2004 das Torneo Finalización. Es war der fünfte und bisher letzte Meistertitel dieses Vereins.

## Erfolge

### Spieler
- Weltpokal: 1973
- Copa Libertadores: 1972, 1973, 1974, 1975
- Copa Interamericana: 1972, 1974
- Argentinischer Meister: 1971
- Kolumbianischer Meister: 1976

### Trainer
- Mexikanischer Meister: 1985, PRODE 85
- Kolumbianischer Meister: 2004
- Supercopa Libertadores: 1995
- CONCACAF Champions’ Cup: 1992